# Sidney Nolan

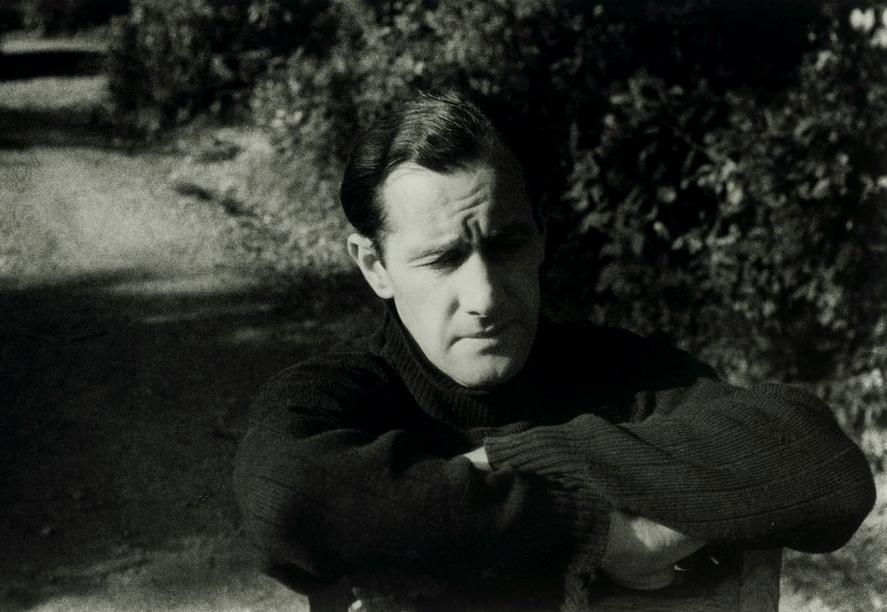
Sidney Nolan

Sir Sidney Robert Nolan (Melbourne, 22 aprile 1917 – Londra, 28 novembre 1992) è stato un pittore australiano.

## Biografia
Fu uno dei più noti pittori australiani. Frequentò la National Gallery Art School. Fu amico intimo dei mecenati John e Sunday Reed, ed è considerato una delle figure di punta dell'"Heide Circle" che includeva Albert Tucker, Joy Hester, Arthur Boyd e John Perceval.
Nel 1938 Nolan sposò la sua prima moglie Elizabeth, ma la relazione fu presto interrotta a causa del suo maggior coinvolgimento con i Reeds. 
Dopo aver lasciato l'esercito durante la Seconda guerra mondiale Nolan visse per qualche tempo nella casa dei Reed, "Heide", fuori Melbourne (ora è l'Heide Museum of Modern Art).